# Allan Brown (labdarúgó)
Allan Duncan Brown (1926. október 12. – 2011. április 20.) skót labdarúgó és edző.

## Sikerei

### Játékosként
East Fife
- Skót Ligakupa győztes: 1950

### Vezetőedzőként
Luton Town
- Negyedosztály győztes: 1967–68

## Fordítás
Ez a szócikk részben vagy egészben  az   Allan Brown (footballer) című angol Wikipédia-szócikk fordításán alapul.  Az eredeti cikk szerkesztőit annak laptörténete sorolja fel. Ez a jelzés csupán a megfogalmazás eredetét és a szerzői jogokat jelzi, nem szolgál a cikkben szereplő információk forrásmegjelöléseként.